# 洛卡奇
50°44′18″N 24°38′14″E / 50.73833°N 24.63722°E
洛卡奇，是烏克蘭的市級鎮，位於該國西北部沃倫州，處於盧加-斯維諾里卡河右岸，始建於1508年，面積2.4平方公里，海拔高度211米，2011年人口3,941，人口密度每平方公里1,642人。